# 刘雅煌
刘雅煌，男，汉族，祖籍广东潮州，印尼归侨，中华人民共和国政治人物。现任澳门万国控股集团董事长。第十二、十三届全国政协委员;第十四届全国政协常委。